# 太陽の墓場
『太陽の墓場』（たいようのはかば）は、大島渚が監督し、1960年に公開された日本の映画。松竹が制作、配給した。
大阪のドヤ街を舞台に、愚連隊の下っ端の主人公を中心に最底辺に生きる人々の姿を描いた作品で、釜ヶ崎（あいりん地区）などでロケーション撮影が行われた。
後に1971年にノルウェー、1985年にアメリカ合衆国で公開され、1986年には、『L'Enterrement du soleil』と題してフランスでも公開された。

## あらすじ
大阪のドヤ街、釜ヶ崎で、逞しく生きる花子（炎加世子）の生き方を、暴力団や愚連隊の抗争を背景に描かれていく。愚連隊のリーダーである信（津川雅彦）は、彼を裏切ることになる配下の武（佐々木功）とともに、花子に翻弄され、やがて破滅していく。

## キャスト

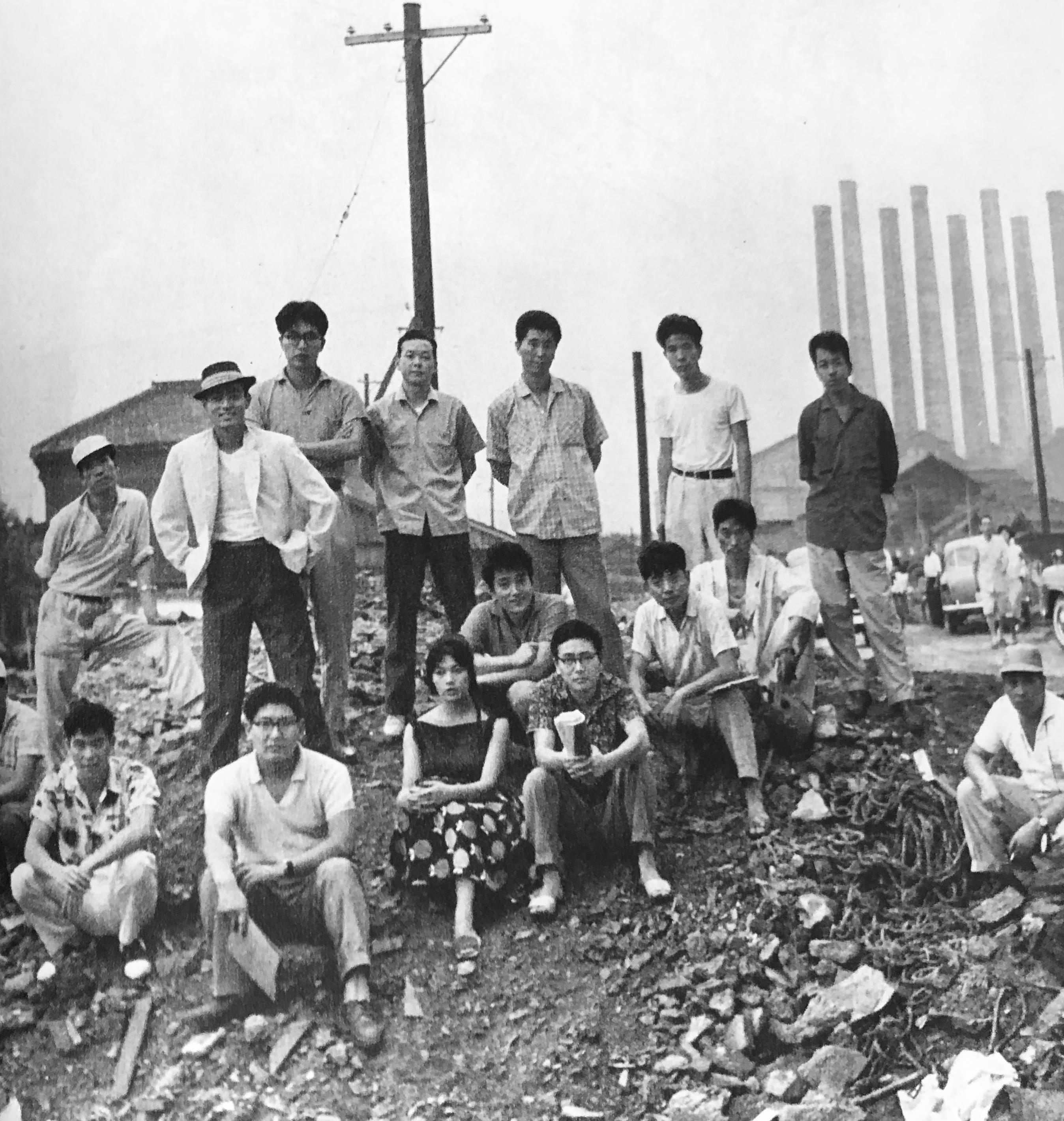
スタッフ、キャスト。前列左から2番目が大島渚。

- 炎加世子 - 花子
- 伴淳三郎 - 寄せ松
- 渡辺文雄 - 寄せ平
- 藤原釜足 - バタ助
- 北林谷栄 - ちか
- 小沢栄太郎 - 動乱屋
- 小池朝雄 - 色目鏡
- 羅生門 - 大男
- 浜村純 - 村田吾郎
- 佐藤慶 - 坂口
- 戸浦六宏 - マサ
- 松崎慎二郎 - 片目の竜
- 佐々木功 - 武
- 津川雅彦 - 信
- 中原功二 - 辰夫
- 川津祐介 - ヤス
- 吉野憲司 - ポン太
- 清水元 - 大浜組の親分
- 永井一郎 - ヤリ
- 糸久 - ケイマ
- 宮島安芸男 - 古道具屋のおやじ
- 田中謙三 - ソバヤのおやじ
- 曽呂利裕平 - ルンペンＡ
- 小松方正 - ルンペンＢ
- 茂木ふみじ - のぶ子
- 山路義人 - ドヤの主人
- 田中邦衛  - 泥棒
- 富永ユキ - 犯された女学生
- 檜伸樹 - 犯された女学生の連れ
- 左卜全 - バタ屋
- 安田昌平 - 巡査

## 評価
いわゆる「松竹ヌーヴェルヴァーグ」作品のひとつ。
松竹への移籍後、ヒット作に恵まれていなかった津川雅彦、出演2作目の新人で、本作の成功で松竹専属となった佐々木功（後のささきいさお）、劇団員だったところを大島に起用されて映画に転じた戸浦六宏など、この映画が転機となった出演俳優も多い。
公開当時、映画好きの小学生だった崔洋一は、特に衝撃的な映画作品として印象に残るものとして本作を挙げている。
撮影監督の川又昻は、本作で三浦賞（三浦光雄を記念した新人賞）を受賞した。音楽を担当した眞鍋理一郎は、本作によりブルーリボン賞の映画音楽賞を受賞した。